# توچکوی
توچکوی (به لاتین: Tuszkowy) یک منطقهٔ مسکونی در لهستان است که در Gmina Lipusz واقع شده‌است.

## خصوصیات
توچکوی ۱۳۲ نفر جمعیت دارد.